# Газиводе (језеро)
Газиводе је вештачко језеро у Србији. Настало је 1977. године преграђивањем реке Ибра у њеном горњем току на северу Косова и Метохије. Позната је туристичка дестинација, док највећи број туриста прикупља током пливања за Богојављенски крст.

## Карактеристике
Београдска фирма Хидротехника-Хидроенергетика је од 1973 — 1977. године, у атару села Газиводе подигла једну од највећих брана са глиненом основом у Европи, по пројекту фирме "Енергопројект" из Београда. Истоимено језеро се налази се у општини Тутин, у југозападној Србији и у општини Зубин Поток, на северу Косова и Метохије. Изнад језера се простиру планине Мокра гора у чијем се подножју налази и манастир Црна Река и Рогозна. Језеро је дужине 24 километара, висина бране је 107 метара, у основи је широка 460, а дуга 408 метара. Основна намена овог језера је наводњавање Косовске низије, али има и мању хидроцентралу која се налази у истоименом месту. Каналима се вода из Газивода одводи до Грачаничког језера и користи се за снабдевање града Приштине. Вода из овог хидросистема је такође примењена за неопходно расхлађивање у ТЕ Обилић. Мост преко језера је изграђен 1987-89.
Иако поред језера нема угоститељских објеката, велики број људи обилази ово језеро. Током целе године присутан је велики број рибара, пошто је језеро изузетно богато рибом. Лети долазе и купачи из оближњих села, Зубиног Потока, Косовске Митровице, Новог Пазара, па чак и из удаљених места Косова и Метохије.

## Занимљивости
Током 2017. и 2018. године међународни тим археолога и научника је извршио низ подводних истраживања. Открили су више споменика средњовековне српске културе на дну језера Газиводе. Најзначајнији од њих су: остаци палате српске средњовековне краљице Јелене Анжујске, остаци манастира Чкиље, звоника из 13. века, две средњовековне цркве, девет римских некрополе.
Међу подводним открићима налазе се остаци школе за даме, и делови дворца у потопљеном селу Брњаци, одакле је Јелена Анжујска управљала територијама тадашње Зете, Требиња, Плава, Поибарја.